# Chen Chung Chang
Chen Chung Chang est un mathématicien américain spécialisé en théorie des modèles. Professeur émérite à l'université de Californie à Los Angeles, on a nommé la conjecture de Chang (en) et le modèle de Chang (en) en son honneur.

## Biographie
Chang obtient un Ph.D. à l'université de Californie à Berkeley en 1955. Sa thèse s'intitule Cardinal and Ordinal Factorization of Relation Types. Elle a été réalisée sous la direction d'Alfred Tarski.

## Sélection de publications
- (en) Chen Chung Chang et H. Jerome Keisler, Continuous Model Theory, Princeton University Press, coll. « Annals of Mathematical Studies » (no 58), 1966, xii+165 (lire en ligne)
- (en) Chen Chung Chang et H. Jerome Keisler, Model Theory, Amsterdam/New York/New York, NY, USA, Elsevier, coll. « Studies in Logic and the Foundations of Mathematics », 1990, 3e éd. (ISBN 978-0-444-88054-3, lire en ligne)
- (en) C. C. Chang, « Algebraic analysis of many-valued logics », Trans. Amer. Math. Soc., vol. 88, 1958, p. 467-490 DOI 10.1090/S0002-9947-1958-0094302-9